# François Benda
François Benda (* 1964 in Brasilien) ist ein Klarinettist und Hochschulprofessor.

## Leben und Wirken
Benda wurde als Sohn des Pianisten Sebastian Benda und der Pianistin Luzia Dias Benda geboren und stammt aus der traditionsreichen Musikerfamilie Benda. Er studierte Klarinette, Komposition und Dirigieren in Graz und Genf. 1988 debütierte er als Solist in der Tonhalle Zürich und der Genfer Victoria Hall. 1991 erhielt er in Rom den Premio internationale per le Arti dello Spettaccolo.
Benda konzertierte unter anderem in der Berliner Philharmonie, im Wiener Musikverein, im Concertgebouw Amsterdam, in der Londoner Wigmore Hall, im Münchner Herkulessaal und in der Tonhalle Zürich und spielte als Solist mit Orchestern wie dem Symphonieorchester des Bayerischen Rundfunks, dem WDR Sinfonieorchester Köln, dem Sinfonieorchester Basel oder der Wiener Kammerphilharmonie. Als Solist und als Kammermusiker gastierte er bei Musikfestivals wie zum Beispiel den Berliner Festwochen, Styriarte, Musicades Lyon und den Ittinger Pfingstkonzerten.
Kammermusikalisch erfolgte eine Zusammenarbeit mit unter anderem Heinz Holliger, Paul Badura-Skoda, Isabelle Faust, dem Geiger Josef Silverstein, dem Bratschisten Bruno Giuranna und dem Pianisten Bruno Canino sowie mit Christian Benda, Nancy Benda und anderen Familienmitgliedern.
Sein Repertoire umfasst Stilrichtungen von der Klassik bis hin zur zeitgenössischen Musik, sowohl als Klarinettist als auch als Dirigent. Komponisten wie Georg Friedrich Haas, Wolfgang von Schweinitz und Bernhard Lang widmetem ihm Werke, die er uraufführte.
Seine Diskographie umfasst unter anderem die Klarinettenkonzerte von Carl Nielsen, Claude Debussy, Ferruccio Busoni und Gioachino Rossini.
Benda ist zudem Professor an der Universität der Künste Berlin, lehrt an der Hochschule für Musik der Stadt Basel und gibt regelmäßig Meisterkurse für Klarinette. Zu seinen Schülern zählen zum Beispiel Pablo Barragan, Kilian Herold, Martin Litschgi, Theodor Burkali.

## Anregung für den Klarinettenbau
François Bendas intensive Beschäftigung mit der Entwicklung im Instrumentenbau hatte die Gründung der Firma Clarinartis, in Zusammenarbeit mit den Instrumentenbauern René Hagmann und Jochen Seggelke, zur Folge. Clarinartis entwickelt Klarinettenteile wie Birnen und Schalltrichter, um eine Klang- und Intonationsoptimierung zu erreichen.

## Diskographie (Auswahl)
- Robert & Clara Schumann, Romances and Fantasies. Mit Elina Gotsouliak, Klavier (Genuin; 2009)
- Clarinet and Orchestra. Werke von Rossini, Debussy, Busoni, Nielsen. Mit der Slowakischen Philharmonie, Dirigent: Christian Benda (Genuin; 2008)
- Johannes Brahms: Complete Works for Clarinet.Gesamtwerk für Klarinette. Mit The Benda Musicians (Genuin 88127; 2008)
- Messiaen: Camber Music. Mit Ivan Monighetti, Cello; Cédric Pescia, Klavier; Felix Renggli, Flöte; Nurit Stark, Violine (Genuin; 2012)
- Kind of Jazz. Werke von Gershwin, Horovitz, Schulhoff, Bernstein und Schnyder. Mit Sebastian Benda, Klavier (Genuin; 2017)
- Fairy Tales without Words. Werke von Hans Ulrich Lehmann, György Kurtág Mit Jörg Dähler, Viola; Gilles Vonsattel, Klavier (Genuin; 2017)